# Магритт, Рене
Рене́ Франсуа́ Гисле́н Магри́тт (фр. René François Ghislain Magritte; 21 ноября 1898, Лессин — 15 августа 1967, Брюссель) — бельгийский художник-сюрреалист. Его творчество, отмеченное тонким юмором, философской глубиной и иронией, оказало значительное влияние на искусство XX века. Магритт сочетал в своих работах визуальные парадоксы и поэтическую образность, став мастером, способным переосмыслить привычные образы через новые контексты.
С самого начала своего творческого пути Магритт стремился исследовать границы восприятия и иллюзорность реальности. Его художественный язык основывался на игре с символами, повседневными предметами и текстами, превращая знакомые образы в элементы загадки. В своих работах он часто исследовал темы двойственности, обмана зрения и философских вопросов идентичности. Среди основных источников вдохновения Магритта — живопись Джорджо де Кирико и Макса Эрнста. Будучи изначально членом кружка брюссельских сюрреалистов, впоследствии он сблизился с французскими во главе с Андре Бретоном.
У Магритта нельзя однозначно выделить так называемый «период расцвета». Каждое десятилетие творческой жизни, начиная с 1920-х и заканчивая 1960-ми годами, ознаменовано одним или несколькими знаковыми произведениями. Например, в 1928—1929 годы написано «Вероломство образов», в 1939—1957 годы серия «Империя света», а в 1964 году «Сын человеческий». Магритт всю жизнь оставался приверженцем сюрреалистического метода, однако его стиль и подход к живописи эволюционировали. В период Второй мировой войны художник писал в стиле импрессионистов , а в послевоенные годы обратился к более декоративным элементам и экспериментам с цветом, что вызвало неоднозначную реакцию критиков. Несмотря на это, его творчество продолжало вызывать интерес, и выставки Магритта при жизни проходили в крупнейших музеях мира.
В последние годы жизни Магритт продолжал работать в Брюсселе, оставаясь одной из ключевых фигур мирового искусства. Его наследие вдохновило множество художников и кинематографистов, включая представителей поп-арта.

## Происхождение. Семья. Детство
Магритт родился в 1898 году в маленьком бельгийском городке Лессине провинции Эно. Отец художника, Леопольд Магритт (1870—1928), занимался шитьём и торговлей тканями. Мать, Регина (ур. Бертэншам, 1871—1912) до замужества работала модисткой. После нескольких лет в Лессине семья Магриттов переехала в Гилли, где у Рене родились два младших брата: Поль (1902—1975) и Раймон (1900—1970), а оттуда — в Шатле, где и жили с 1904 по 1912 год с небольшими перерывами. Там же с 1904 по 1910 год Рене окончил начальную, а также первый класс средней школы.
Магритт вспоминал, как во время пребывания в Суаньи, где в то время жила его бабка по отцовской линии, он и его подружка любили играть на заброшенном кладбище, где регулярно встречали художника, рисующего аллеи. Позднее было установлено, что им был бельгийский живописец Леон Хьюгенс. Эти встречи оставили маленького Рене с «неясно-волшебным» впечатлением от живописи и с ощущением, что художник наделён сверхъестественной силой.
В марте 1912 года Регина, мать Рене, находясь в депрессии, утопилась в реке Самбре, в Шарлеруа. Российский искусствовед Нина Геташвили писала по этому поводу: «Событие это сильно повлияло на склад нрава и характера художника, хотя в будущем он никогда не заострял внимание на нём в рассказах о себе, а если и вспоминал, то скорее о подростковой гордости по поводу сочувствия окружающих». Эта трагедия, по-видимому, оказала значительное влияние на художника, однако, он также вынес из детства ряд других, не столь трагичных, но не менее загадочных воспоминаний, про которые сам говорил, что они нашли отражение в его творчестве. По наблюдению Геташвили: «Среди воспоминаний детства, которые расширили словарь образов Магритта, — таинственная корзина возле его кроватки; аэростат, опустившийся на крышу родного дома; встреча с незнакомым художником на кладбище, где Рене играл с соседской девочкой».
В феврале 1913 года, чуть менее чем через год после самоубийства Регины Магритт, Леопольд и трое мальчиков переехали из Шатле в Шарлеруа. В августе того же года на местной ярмарке Рене познакомился с двенадцатилетней Жоржеттой Бергер, дочерью мясника. Они дружили почти год до Первой мировой войны и расстались с её началом, чтобы случайно встретиться только через 6 лет.

## Начало творческого пути, Брюссель (1915—1922)
В конце 1914 или в начале 1915 года, Магритт создал свою первую работу. На полотне размером 1,5 на 2 метра были изображены лошади, выбегающие из горящей конюшни. В октябре 1915 года он бросил школу и переехал в Брюссель, где планировал посещать Академию изящных искусств в качестве вольнослушателя. Занятия, по его словам, он посещал очень нерегулярно и покинул Академию уже в 1918 году. С 1919 по 1920 год он арендовал студию на пару с абстракционистом и поэтом Пьер-Луизом Флоке. Примерно в это же время он познакомился с поэтом Пьером Буржуа и его братом, архитектором Виктором Буржуа. Вместе со своими друзьями Магритт издал 4 выпуска журнала Au volant! («За рулём!»).
В это же время Магритт начал показывать работы публике. Первый публичный показ его работ состоялся в 1919 году в галерее Centre d’Art, причём выставлялись не полотна, а две гуашевые афиши. Тогда же, в 1919 году, публике был представлен первый холст Магритта. Разные источники указывают, что это могли быть или «Женщины» (фр. Femmes), или «Обнажённая» (фр. Nu). Так или иначе, исследователи отмечают сильное влияние кубизма (в частности, Пабло Пикассо) и футуризма на ранние работы Магритта.
В 1920 году, прогуливаясь по городскому ботаническому саду, он случайно встретил Жоржетту, с которой последний раз виделся в 1914 году. После службы Магритта в бельгийской армии в 1920—1921 годах, Рене и Жоржетта поженились 28 июня 1922 года и переехали жить в брюссельский район Лакен.

## Бельгийский сюрреализм (1923—1927)
Магритт работал художником плакатов и рекламы на фабрике бумажной продукции вплоть до 1925 года, когда трёхлетний контракт с брюссельской галереей Сенто (фр. Le Centaure) позволил ему полностью посвятить себя живописи.
В 1926 году Магритт создал сюрреалистическую картину «Потерянный жокей» (фр. Le Jockey Perdu), которую считал своей первой удачной картиной такого рода. Геташвили описывала её следующим образом:
Всадник во весь опор несётся между деревьями в форме шахматных фигур (балясин или бильбокеток, как их называл сам Магритт, вспоминая игрушку бильбоке). В картине торжествует игра: игра понятий и объектов, реальности и иллюзии, интеллекта и эмоций, театральная (действие, кажется, происходит на подмостках, чему подтверждение — откинутый занавес и первый план, не учтённый в «лесу»,) и исполнительская (ноты на «деревьях», которыми на нотном стане записана легкочитаемая мелодия), а главное — игра воображения, в котором немудрено заблудиться.
В 1927 году Магритт устроил свою первую выставку, которую критики признают неудачной.

## Парижский сюрреализм (1927—1938)
Магритт с Жоржеттой уехали в Париж, где познакомились с Андре Бретоном и вступили в его кружок сюрреалистов. В этом кружке Магритт не потерял свою индивидуальность, но вступление в него помогло ему обрести тот фирменный своеобразный стиль, по которому узнаются его картины. Художник не боялся спорить с другими сюрреалистами: например, Магритт отрицательно относился к психоанализу и особенно к его проявлениям в искусстве. Природа его творчества не столько психологическая, сколько философски-поэтическая, порой основанная на парадоксах логики. Художник относил своё творчество к «магическому реализму». Он пояснял: «Я беру произвольный предмет или тему в качестве вопроса и затем принимаюсь за поиски другого объекта, который мог бы послужить ответом. Чтобы стать кандидатом на ответ, этот искомый объект должен быть связан с объектом-вопросом множеством тайных связей. Если ответ напрашивается во всей ясности, то связь между двумя предметами налаживается».
После расторжения контракта с галереей Сенто Магритт вернулся в Брюссель и снова работал в области рекламы, а затем вместе с братом открыл агентство, которое приносило им постоянный доход.

## Военные годы, «период Ренуара» (1940—1948)
Во время германской оккупации Бельгии во время Второй мировой войны Магритт сменяет цветовую гамму и стилистику своих картин, приближаясь к манере импрессионистов и, прежде всего, Ренуара: художник считал важным взбодрить людей и вселить в них надежду. В связи с этим полотна художника относят к периоду Ренуара (фр. Période Renoir). Одним из наиболее известных полотен этого периода является «Урожай» (фр. La moisson), созданное в 1943 году. Новый стиль Магритт культивировал в своём творчестве до весны 1947 года, создав в этом направлении около 70 картин, а после войны теоретически его обосновал. Свою новую концепцию он назвал «солнечный сюрреализм» (фр. Le Surréalisme en pleine soleil). В письме к Бретону он объявляет даже новую эпоху — «солнечный период» (фр. Période solaire). Однако лидер сюрреализма отрицательно отнёсся к таким новациям, как и ряд других поклонников творчества Магритта, в том числе и коллекционеры.

## Послевоенный период (1949—1967)
После войны Магритт перестал писать в «солнечном» стиле и вернулся к образам своих довоенных картин. Перерабатывая и совершенствуя их, он окончательно формирует свой странный стиль и добивается широкого признания.
Магритт умер от рака поджелудочной железы 15 августа 1967 года, оставив недописанным новый вариант своей картины «Империя света». Похоронен на Схарбекском кладбище.
Художник изображён на бельгийской почтовой марке 1993 года.

## Философия и стиль
Для картин Магритта характерен отстранённый, как бы невозмутимый стиль. На них изображаются обычные предметы, которые у Магритта, в отличие от других крупных сюрреалистов (Дали, Эрнст), почти никогда не теряют своей «предметности»: они не растекаются, не превращаются в собственные тени. Однако само странное сочетание этих предметов поражает и заставляет задуматься. Невозмутимость стиля только усугубляет это удивление и погружает зрителя в некое поэтическое оцепенение, вызванное самой тайной вещей.
Цель Магритта, по его словам, — заставить зрителя задуматься. Из-за этого его картины часто напоминают ребусы, которые полностью разгадать невозможно, так как они ставят вопросы о самой сути бытия: Магритт всё время говорит об обманчивости видимого, о его скрытой таинственности, которую мы обычно не замечаем. Известен цикл его работ, в которых он под обычными предметами пишет: это не то-то. Особенно популярна картина «Вероломство образов», на которой изображена курительная трубка с подписью «Это не трубка». Таким образом, Магритт снова напоминает зрителю о том, что образ предмета — не сам предмет.
Моя живопись ничего не скрывает. Она вызывает ощущение волшебства, и, конечно, когда человек видит одну из моих картин, он задаётся вопросом «Что это значит?» А это ничего не значит, потому что волшебство само по себе ничего не значит: оно непознаваемо.
Вообще названия картин играют у Магритта особую роль. Они почти всегда поэтичны и никак, на первый взгляд, не связаны с самим изображением. И именно в этом видел их значимость сам художник: он считал, что скрытая поэтическая связь названия и картины способствуют тому магическому удивлению, которое Магритт видел предназначением искусства. «Я взял себе <…> ориентир <…> — магическое в искусстве, с которым я встретился, будучи ещё ребёнком» (лекция 1938 года).
Именно борьба за это магическое, борьба против обманчивой самоочевидности обыденного создала, например, такой характерный образ творчества художника, как мужчину в котелке. Помещая эту, казалось бы, квинтэссенцию обезличенной обыденности в разные странные ситуации («Голконда», «Месяц сбора винограда», «Тайна горизонта») художник ставит под вопрос простоту этого образа и простоту само́й видимой обыденности.
Мастер стремился решить в своём творчестве проблему соответствия восприятия реальному миру, осмыслить разницу или тождественность между изображением и действительностью. Поэтому Магритт нередко использовал образы картины в картине, зеркала, окна, глаза, сцены или занавеса.

## Мировоззрение и взгляды
Магритт придерживался социалистических взглядов, поскольку левое крыло, по его мнению, выражало в политике идеи свободы, близкие сюрреализму. Предположительно, он дважды вступал в Коммунистическую партию Бельгии до войны: в 1932 и в 1936 годах, и дважды покидал её, из-за разногласий с товарищами во взглядах на роль искусства в пропаганде идей социализма. Так, члены партии раскритиковали его работу «Красная модель» за неверное отображение коммунистов. Не были приняты и несколько проектов плакатов, которые Магритт подготовил для центра работников бельгийской текстильной промышленности. В 1945 году он стал членом Компартии в третий раз (по словам Жоржетты Магритт, на волне благодарности русским), и в том же году написал конфиденциальное «Разъяснение» коммунистам-интеллектуалам. В нём он высказал озабоченность тем, что роль искусства сводилась к пропаганде идей и побед марксизма с использованием понятных стилей и предметов. Магритт приравнивал такой утилитарный подход к искусству к методам нацистской пропаганды.
В идеях коммунизма Магритт, прежде всего, видел доступность «интеллектуальной роскоши» для всех слоёв общества:

Классовое сознание необходимо, но это не означает, что рабочие должны обречь себя на хлеб и воду и не хотеть курицы и шампанского. Люди идут в коммунисты именно потому, что стремятся к лучшей, достойной человека жизни. <…>

Художник-коммунист видит смысл своего творчества в создании картин, которые будут интеллектуальной роскошью, роскошью коммунистического общества, несомненно отличающейся от бесполезной, показушной и дурновкусной роскоши нынешних эксплуататорских классов.Оригинальный текст (англ.)Class consciousness is a basic necessity, but this does not mean that the workers have to be condemned to bread and water and that it is wrong to wish for chicken and champagne. They are Communists precisely because they aspire to a higher life, worthy of man. <...>
The Communist painter justifies his artistic activity by creating pictures that are an intellectual luxury, a luxury for a Communist society, differing — it goes without saying — from the useless, ostentatious and bad-taste luxury of the present exploitative classes.
В религии Магритт придерживался агностических взглядов, говоря: «Слово „бог“ не имеет для меня значения, но за ним я вижу не пустоту, а тайну».

## Коммерческий успех художника и его картин
Как говорил Магритт в одном из поздних интервью, его мало заботили коммерческие аспекты живописи, а интерес публики, коллекционеров и арт-дилеров к своим картинам объяснял везением. 
Из интервью Мишелю Жорису в 1962 г.:

Я лучше перестану продавать и буду жить в нищете, чем стану бизнесменомОригинальный текст (англ.)I’d rather give up selling and live in poverty than be a businessman
Первой картиной, которую продал Магритт, был портрет бельгийской певицы Эвелин Брелии (фр. Évelyne Brélia), которая купила его в 1923 году за 100 франков. В 1925—1929 годах его спонсировала галерея Сенто, однако после её банкротства в 1930 году художнику пришлось вернуться к оформительской работе и рассчитывать на поддержку Эдварда Джеймса («англичанина», как называл его сам Рене). По словам Магритта, настоящий коммерческий успех пришёл к нему только после 1945 года, и с тех пор он не беспокоился о материальном благополучии.
В XXI веке работы художника стали одними из самых востребованных на рынке искусства. Так, по состоянию на ноябрь 2024 г., из 150 картин Магритта, проданных аукционным домом Кристис, только 42 были проданы по цене ниже $1млн.
Одна из картин серии «Империя света», была продана 19 ноября 2024 года на аукционе Christie’s в Нью-Йорке за рекордную для работ Магритта цену — $121.2 млн. Таким образом, Магритт вошел в число 16 художников, стоимость единичной картины которых преодолела отметку в $100 млн.

## Музей Магритта
Музей Магритта (фр. Musée Magritte) в Брюсселе входит в комплекс Королевских музеев изящных искусств и был открыт в 2009 году в здании отеля Антенлох. На площади в 2500 м2 размещены более 230 работ художника: картин, набросков и скульптур, попавших туда, главным образом, из коллекций вдовы художника Жоржетты и поэтессы Ирэн Хамоа, входившей в круг бельгийских сюрреалистов и дружившей с Магриттом.

## Влияние и отражение в культуре

### В изобразительном искусстве
Магритт оказал значительное влияние на художников второй половины XX века, главным образом, на концептуалистов и представителей поп-арта. Многие молодые художники, среди которых Энди Уорхол, Роберт Раушенберг и Джаспер Джонс, впервые увидели работы Магритта на экспозиции 1954 г. в нью-йоркской галерее Sidney Janis. Раушенберг и Джонс впоследствии приобрели работы Магритта: так, в частной коллекции Раушенберга до 2016 г. находился один из вариантов картины «Шехерезада», написанный в 1947 г..
Несмотря на единодушие критиков в оценке влияния Магритта на поп-арт, он сам отказывался от титула «отца поп-арта», называя этот стиль очередным «бесконечно менее дерзновенным» вариантом дадаизма (именно к неодадаизму относят некоторые работы Раушенберга и Джонса, которые были большими поклонниками Магритта). Он называл направление «не слишком серьёзным, и, возможно, не искусством вовсе», отводя ему место в мире моды и уличной рекламы. В свою очередь, многие из представителей поп-арта, не отрицая косвенного влияния Магритта на свои произведения, подчёркивали отсутствие прямолинейных отсылок. Например, Эд Рушей, лично знакомый с художником, указывал на то, что искать прямую связь между творчеством Магритта и его собственным было бы слишком просто и прямолинейно. По его словам, речь скорее шла о «художественной симпатии», нежели об «источнике вдохновения». Отрицал прямую взаимосвязь и Раушенберг. Курировавший выставку Магритта художник-концептуалист и один из деятелей поп-арта Джон Балдессари, рассуждая о связи Магритта и поп-арта, говорил, что художник, скорее, повлиял на восприятие искусства массами, «сделав сюрреализм удобоваримым для широкой аудитории».

### В кино
- Образ «Сына человеческого» был многократно[13] использован в кинематографе. Например, в фильме «Афера Томаса Крауна» главный герой одевается в характерные костюм и котелок для финального ограбления музея.
- Картина «Империя Света» послужила прообразом знаменитой сцены фильма «Изгоняющий Дьявола», в которой отец Феррин стоит перед домом МакНилов в освещении уличных фонарей. Она же вдохновила авторов постера к фильму[43][44].
- Считается[45][46], что сцена уползающего червя в первом полнометражном фильме Дэвида Линча «Голова-ластик», была вдохновлена картиной «Медитация».
- В фильме «Виртуальный кошмар» завязывается интрига вокруг картины «Вероломство образов».

Ежегодная премия «Магритт» (фр. Magritte du cinéma) — кинематографическая награда, с 2011 года вручаемая Академией Андре Дельво за кинематографические достижения в бельгийском кинематографе, аналог американского «Оскара» и французского «Сезара».

### В музыке
Многие музыканты используют работы Магритта для оформления обложек своих альбомов. Например, конверт пластинки Джеффа Бека «Beck Ola» практически воспроизводит картину «Комната для подслушивания», обложка альбома «Late for the Sky» Джексона Брауна отсылает к «Империи Света», а альбома Джона Фокса и Луиса Гордона «The Pleasures of Electricity» — к «Принципам удовольствия». Магритт упоминается и в текстах песен. В частности, Пол Саймон посвятил художнику и его жене песню «Rene And Georgette Magritte With Their Dog After The War» в альбоме Hearts and Bones, а в альбоме Hobosapiens Джона Кейла есть песня «Magritte». Пол МакКартни, большой почитатель творчества Магритта и владелец нескольких его произведений и личных предметов, вспоминает, как картина Au Revoir определила название и логотип фирмы Apple Corps:

Я всегда любил работы г-на Магритта и восхищался им с 1960-х, когда я впервые узнал о его работе. <…>. Однажды он [Роберт Фрейзер, лондонский арт-дилер] принёс ко мне домой одну картину. На ней была только лишь надпись «Au Revoir» на красивом зелёном яблоке. <…>. Это большое зелёное яблоко, которое я до сих пор храню у себя, и вдохновило нас на логотип.Оригинальный текст (англ.)I’ve always loved Mr Magritte’s work and have admired him since the 1960s when I first became aware of his work. One day he brought this painting to my house. <...> It just had written across it 'Au revoir,' on this beautiful green apple. <...>. This big green apple, which I still have now, became the inspiration for the logo.— ,

## Картины художника
- 1928 — Влюблённые
- 1928 — Фальшивое зеркало
- 1928—1929 — Вероломство образов
- 1933 — Условия человеческого существования
- 1937 — Репродуцирование запрещено
- 1939—1967— серия Империя света
- 1943 — Урожай
- 1950 — Шахерезада
- 1951 — Перспектива мадам Рекамье
- 1953 — Голконда
- 1961 — Les Barricades Mystérieuses — аллюзия на тему пьесы Франсуа Куперена «Таинственные баррикады»
- 1964 — Сын человеческий
- 1966 — Две тайны

## Документальные фильмы
- 2016 — Магритт. Человек в шляпе / Rene Magritte, Man in the Hat (реж. Майкл Бёрк / Michael Burke)